# لیلا بلوکات
لیلا بلوکات (زادهٔ ۱۳۶۲/۱۳۶۳) بازیگر اهل ایران است. بازی در نقش نفرتیتی در مجموعهٔ تلویزیونی یوسف پیامبر (۱۳۸۷) از جمله نقش‌های شناخته‌شدهٔ اوست. بلوکات همچنین بنیان‌گذار مؤسسهٔ خیریهٔ مهر لیلا است.

## محکومیت
در سال ۱۴۰۲، بلوکات به دلیل عدم تبعیت از پوشش حجاب توسط قوه قضاییه جمهوری اسلامی محکوم شد به ۲ سال ممنوعیت از فعالیت در رسانه‌های فراگیر از جمله پلتفرم‌های داخلی و خارجی فعالیت‌های نمایشی و بازیگری و تبلیغ‌گری در فضای حقیقی و مجازی، ۲ سال ممنوعیت خروج از کشور، ۵ سال ممنوعیت از فعالیت در فضای مجازی به صورت مستقیم یا با واسطه، مطالعه و خلاصه نویسی یک کتاب ظرف یک ماه و ۱۰ ماه حبس تعزیری در یکی از زندان‌های استان سمنان که ۶ ماه آن به مدت ۵ سال تعلیق شده‌است.

## فیلم‌شناسی

### سینما
| سال  | نام فیلم             | کارگردان           | نقش              |
| ---- | -------------------- | ------------------ | ---------------- |
| ۱۴۰۱ | آنها مرا دوست داشتند | محمدرضا رحمانی     |                  |
| ۱۳۹۶ | همه چی عادیه         | محسن دامادی        | دختر نابینا      |
| ۱۳۹۵ | نفس‌های آرام          | میثم هاشمی طبا     |                  |
| ۱۳۹۵ | کوتاه مثل زندگی      | شهره سلطانی        |                  |
| ۱۳۹۴ | دراکولا              | رضا عطاران         | خواهر زن جواد    |
| ۱۳۹۴ | آس و پاس             | آرش معیریان        | فریبا            |
| ۱۳۹۲ | پنج ستاره            | مهشید افشارزاده    | شقایق            |
| ۱۳۹۱ | آینه شمعدون          | بهرام بهرامیان     |                  |
| ۱۳۹۱ | عملیات مهد کودک      | فرزاد اژدری        |                  |
| ۱۳۹۰ | جیب‌بر خیابان جنوبی   | سیاوش اسعدی        | فروشنده تاناکورا |
| ۱۳۹۰ | آقا یوسف             | علی رفیعی          | عروس یوسف        |
| ۱۳۸۰ | سیا زنگی             | ابراهیم ابراهیمیان |                  |
| ۱۳۸۸ | اخراجی‌ها ۲           | مسعود ده نمکی      | خبرنگار بعثی     |
| ۱۳۸۴ | ابراهیم خلیل‌الله     | محمدرضا ورزی       | رنه              |

### تلویزیون
| سال       | عنوان مجموعه               | کارگردان                                             | توضیحات                                     |
| --------- | -------------------------- | ---------------------------------------------------- | ------------------------------------------- |
| ۱۳۷۷      | روزهای زندگی               | سیروس مقدم                                           | شبکه ۳ ۳۵ قسمت                              |
| ۱۳۷۹      | همسفر                      | قاسم جعفری                                           | شبکه ۳ ۳۰ قسمت                              |
| ۱۳۷۹      | آبدارشاه                   | رحیم رحیمی پور                                       | شبکه ۲ ۱۳ قسمت                              |
| ۱۳۸۰      | سرزمین خاکستری             | مرتضی احمدی هرندی                                    | شبکه ۲ ۲۶ قسمت                              |
| ۱۳۸۰      | مزه خوب کودکی ۲            | مسعود رشیدی                                          | شبکه ۲ ۱۰ قسمت گروه کودک و نوجوان           |
| ۱۳۸۱      | نقش بر آب                  | عبدالله باکیده                                       | شبکه ۱ ۲۰ قسمت                              |
| ۱۳۸۲      | یکی مثل من                 | محسن شاه محمدی                                       | شبکه ۱ ۳۰ قسمت پخش در ماه رمضان             |
| ۱۳۸۳–۱۳۸۷ | یوسف پیامبر                | فرج‌الله سلحشور                                       | شبکه ۱ ۴۵ قسمت در نقش نفرتیتی               |
| ۱۳۸۴      | پدرخوانده                  | محمدرضا ورزی                                         | شبکه ۱ ۱۲ قسمت                              |
| ۱۳۸۵      | روز رفتن                   | جواد افشار                                           | شبکه ۵ ۲۵ قسمت                              |
| ۱۳۸۷      | خسته دلان                  | سیروس الوند                                          | شبکه ۱ ۱۵ قسمت بازی در اپیزود دریادل        |
| ۱۳۸۹      | جراحت                      | محمدمهدی عسگرپور                                     | شبکه ۳ ۳۰ قسمت پخش در ماه رمضان             |
| ۱۳۸۹      | آسمان همیشه ابری نیست      | سعید عالم زاده                                       | شبکه ۱ ۳۱ قسمت                              |
| ۱۳۹۰      | سایه روشن                  | آرش معیریان                                          | شبکه ۵ ۳۷ قسمت                              |
| ۱۳۹۱      | راز و نیاز                 | فلورا سام                                            | شبکه ۱ ۵ قسمت                               |
| ۱۳۹۱      | راز پنهان                  | فلورا سام                                            | شبکه ۱ ۲۷ قسمت پخش در ماه رمضان             |
| ۱۳۹۲      | زمانی برای عاشقی           | محمدحسین لطیفی                                       | شبکه ۵ ۱۰ قسمت پخش در ایام محرم             |
| ۱۳۹۷      | هشتگ خاله سوسکه            | محمد مسلمی                                           | شبکه نمایش خانگی ۱۵ قسمت پخش از بهمن ماه ۹۷ |
| ۱۳۹۷      | لحظهٔ گرگ و میش             | همایون اسعدیان                                       | شبکه ۳ ۵۰ قسمت                              |
| ۱۳۹۸      | از یادها رفته              | بهرام بهرامیان                                       | شبکه ۱ ۵۰ قسمت                              |
| ۱۳۹۸      | از سر نوشت (فصل اول و دوم) | محمدرضا خردمندان (فصل اول) علیرضا بذرافشان (فصل دوم) | شبکه ۲ ۵۰ قسمت                              |
| ۱۳۹۹      | از سر نوشت (فصل سوم)       | محمدرضا خردمندان                                     | شبکه ۲ ۲۵ قسمت                              |
| ۱۴۰۱      | از سر نوشت (فصل چهارم)     | محمدرضا خردمندان                                     | شبکه ۲                                      |

### تئاتر
- «ماسک»، کارگردان: بهزاد اقطاعی، پردیس تئاتر شهرزاد، (۱۳۹۸)[۶]
- هوس و هفت دقیقه، به کارگردانی علیرضا مهران، (۱۳۹۸)[۷]
- آواز پر جبرئیل (محسن معینی) تهران، تالار اندیشه؛ خرداد ۱۳۹۴ (بازیگر)[۸]
- نمایش شکار مرغابی (حمیدرضا قطبی) تهران، تماشاخانه ایرانشهر - سالن استاد ناظرزاده کرمانی؛ خرداد ۱۳۹۵ (بازیگر)[۹]
- نمایش خانه عروسک (جواد مولانیا) تهران، فرهنگسرای نیاوران، سالن خلیج فارس؛ آذر و دی ۱۳۹۴ (بازیگر)[۱۰]
- نمایش رام کردن مرد سرکش (بهرام تشکر) تهران، پردیس سینمایی کوروش - سالن البرز؛ تیر و مرداد ۱۳۹۴ (بازیگر)
- نمایش روز سیاووش (شکرخدا گودرزی) تهران، تماشاخانه سنگلج؛ اردیبهشت و خرداد ۱۳۹۲ (بازیگر)[۱۱]